# Maria Erdmuthe Benigna Hänel

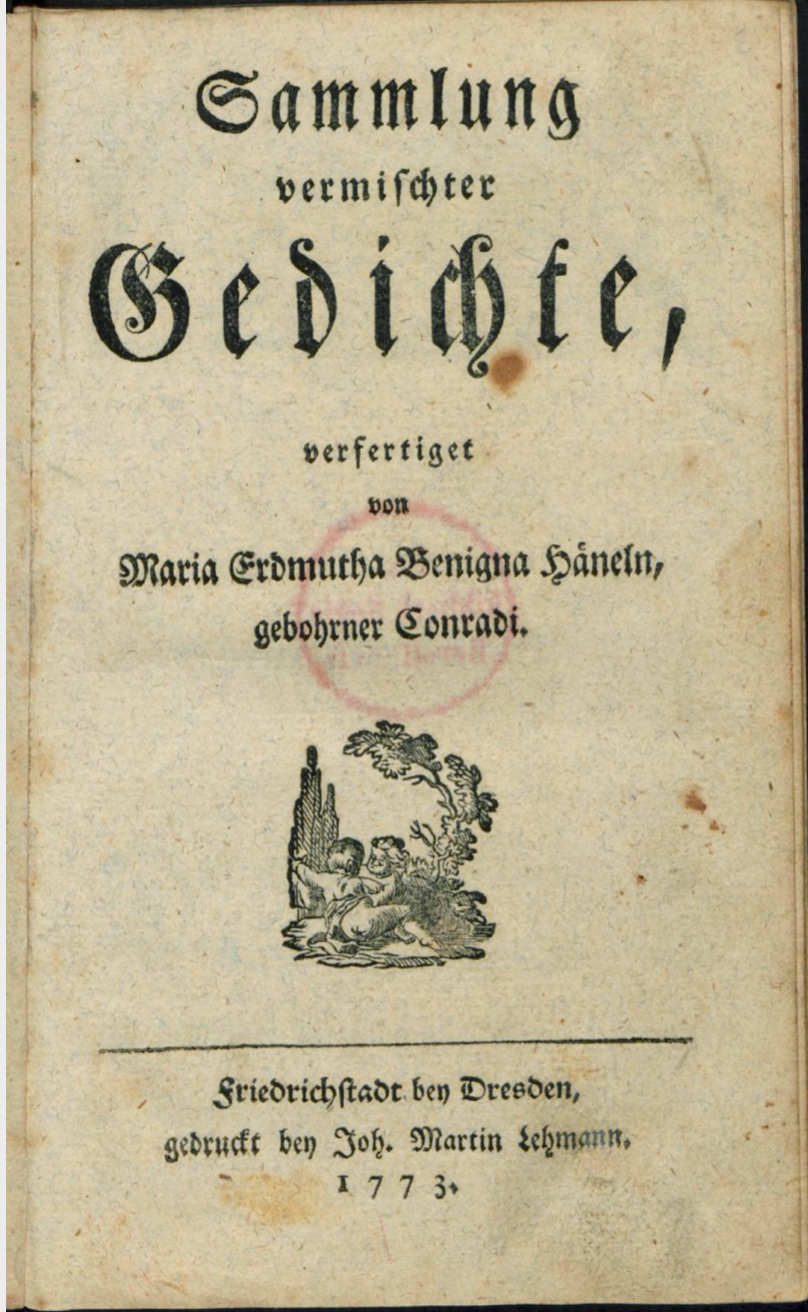
Sammlung vermischter Gedichte, Titelseite

Maria Erdmuthe Benigna Hänel (geb. Conradi, * 1714; † 1775 in Dresden) war eine deutsche Schriftstellerin der Barockzeit.

## Leben
Maria Erdmuthe Benigna Hänel, geb. Conradi, wurde 1714 geboren und verstarb 1775 in Dresden. Sie war mit einem Sekretär in Dresden verheiratet und spätestens ab 1768 verwitwet. Vermutlich starb ihr Mann um den 29. Dezember 1764, da sie eine Trauerrede auf ihn mit diesem Datum verfasst hat. Es ist davon auszugehen, dass sie mindestens eine Tochter hatte, weil sie einige Gedichte „im Namen ihrer Tochter“ verfasste. Hänel schrieb auch ein Gedicht an ihren Bruder und ein Trauergedicht auf ihre Schwester. Es kann davon ausgegangen werden, dass sie sich im Umfeld des Sächsischen Hofes bewegte, da sie Gelegenheitsgedichte auf verschiedene Adlige aus Sachsen verfasste: beispielsweise auf Maria Antonia von Bayern und ihren Sohn Friedrich August I.

## Werk
Maria Erdmuthe Benigna Hänel schrieb verschiedene Gelegenheitsgedichte. Diese wurden teils im Dresdner Anzeiger gedruckt und später, gesammelt und erweitert, in einer Monografie veröffentlicht. Nebst Gelegenheitsgedichten befinden sich in der Monografie auch viele Gedichte, die Hänel ohne einen bestimmten Anlass verfasst hat. Zu vielen Gedichten gab es Vertonungen, die aber nicht überliefert sind.

### Veröffentlichungen
- Das Allerhöchst glücklich erlebte Geburths-Feste des Durchlauchtigsten Fürsten und Herrn, Herrn Friedrich Augusts, Herzogens zu Sachsen..., welches den 23. Decembr. 1768. ... gefeyert wurde, 1768.
- Sammlung vermischter Gedichte, verfertigt von Maria Erdmutha Benigna Häneln, gebohrner Conradi. Friedrichstadt bey Dresden, gedruckt bey Joh. Martin Lehmann. 1773.

### Sammlung vermischter Gedichte (1773)
Im Jahr 1773 wurde in Friedrichstadt der Gedichtband Sammlung vermischter Gedichte von Maria Erdmuthe Benigna Hänel veröffentlicht. Der Gedichtband enthält eine Vorrede der Autorin und 137 Gedichte. Sie sind in vier Unterkapitel aufgeteilt: 48 Vermischte Gedichte; 18 Trauergedichte; 26 Geistliche Oden und Lieder; 45 Lieder auf Melodien.
Viele der Gedichte sind Gelegenheitsgedichte, wobei es sich im ersten Teil (Vermischte Gedichte) vor allem um Panegyrik (Lobdichtung) auf Adlige handelt. Einige der Gedichte sind auch persönlicher; an Freundinnen gerichtet und in einem Fall an Hänels Bruder. Im zweiten Teil (Trauergedichte) sind Epikedien (Trauergedichte) aufgeführt. Dabei werden einerseits generelle Themen behandelt, wie die Bombardierung von Dresden im Jahr 1760 durch die Preußen, andererseits sind persönlichere Gedichte aufgeführt wie auf ihren Ehemann, ihre Schwester und Bekannte. Im dritten Teil (Geistliche Oden und Lieder) sind geistliche Gedichte, Oden und Gebete aufgelistet. In diesen Gedichten wendet sich Hänel an Gott oder behandelt allgemeinere Themen wie Hoffnung. Im letzten Teil (Lieder auf Melodien) sind vor allem Arien aufgeführt. Hänel bezeichnet das Kapitel als „Lieder auf Melodien“, wobei die Melodien nicht immer angegeben sind. Die Themen, die im letzten Teil behandelt werden, sind empfindsamer; es geht um Liebe, Freiheit, Hoffnung aber auch immer wieder um christliche Themen.
Vorrede (Dresden, den 3. May 1773)

Hänel spricht in der Vorrede davon, dass die Bescheidenheit eine wichtige Tugend für Dichterinnen sei. Sie selbst, als Dichterin, wünsche sich auch bescheidene Leser. Danach wird erwähnt, dass dieser Endzweck, die Bescheidenheit der Leser, erreicht werden könne, wenn die Dichterin selbst bescheiden handelt. Es wird erwähnt, dass das „Geschlecht der Frau“ liebenswürdig sei und Frauen die Bescheidenheit schon in sich tragen. Hänel wendet sich darauf ihrem Werk zu, das sie schon seit einiger Zeit zu veröffentlichen versprochen hat und sie dankt ihren Gönnern und Freunden.
Sie spricht davon, dass ihre Gedichte nicht für die Öffentlichkeit bestimmt waren, gerade diejenigen, die nicht zuvor erschienen sind. Sie sei aber durch das Lob, dass sie für ihre öffentlich erschienenen Gedichte erhalten habe, dazu überzeugt worden. Sie erwähnt, dass es sich bei den Gedichten einerseits um Gelegenheitsgedichte handle, andererseits um solche, die sie für einige ihrer guten Freunden und für sich selbst geschrieben habe. Sie wünsche sich, dass die Gedichte gut aufgenommen werden. Es gehe ihr bei der Veröffentlichung nicht um „Eigenliebe“, sondern es genüge ihr, ihre „hohen Gönner und Freunde“ zu unterhalten. Sie erwähnt auch, dass sie Kritik aufnehmen werde, da „vernünftiger Tadel die erste Stufe zur Verbesserung sei“, wohingegen sie „unvernünftiger Tadel“ kränken werde.
Themen

Wiederkehrende Themen in Hänels Gedichten sind Gott und das Christentum und damit verbunden die Tugendhaftigkeit – besonders bei Frauen. Daneben kommen immer wieder Elemente der Bukolik (Hirtendichtung) vor. In den späteren Gedichten, was vor allem an den Arien erkennbar ist, werden empfindsamere Themen wie Freiheit, Freundschaft, Zufriedenheit und Liebe behandelt. Wörter, die in vielen Gedichten auffällig oft wiederkehren sind „die Muse“ und „die Ruh“.
Die empfindsameren Themen werden im Folgenden illustriert an Hänels „Arie. Das freye Bekenntniß der Liebe“:
Die Liebe sieht mich freundlich an

Und suchet mich zu fällen;

Allein ich denke, weil ich kann:

Ich will mich noch verstellen.

Die Freyheit ist die schönste Lust,

Die ich mir auserlesen;

Von welcher mir kein Schmerz bewußt,

Da ich noch frey gewesen.

Wiewohl, ich fühle schon etwas,

Das meine Ruhe störet.

O Himmel! Was bedeutet das:

Das meinem Vorsatz wehret?

Mein Herz empfindet stete Pein,

Und weiß doch nichts zu sagen,

Was ihm muß wiederfahren seyn?

Wornach so viele fragen.

## Rezeption
Samuel Baur bezeichnet im Jahr 1790, nur 13 Jahre nach dem Erscheinen des Gedichtbandes, Maria Erdmuthe Benigna Hänel als eine „mittelmässige Dichterin“, deren Gedichte „kein Aufsehen machen oder gemacht haben“. Ihre Gedichte enthalten viele „alltägliche Gedanken“ und „empfehlen sich mit nichts Neuem“. Sie seien „matt und kriechend“. Baur kritisiert zudem, dass es sich bei den meisten Gedichten um Gelegenheitsdichtung handelt und fügt daraufhin an, dass Hänel hätte wissen sollen, „was man in der gelehrten Welt von Gelegenheitsdichtung“ hält. Er schließt jedoch mit der Bemerkung, dass an „Herz und Gefühl der Verfasserin“ nicht zu tadeln sei.
Eine spätere Rezeption bietet Edith Krull 1939. Sie sagt über Hänels Dichtkunst aus, dass sie „in langatmigen und äusserst ungeschickten Reimereien“ die Erlebnisse während der Bombardierung und Belagerung in Dresden schilderte.

## Werke
- Sammlung vermischter Gedichte, verfertigt von Maria Erdmutha Benigna Häneln, gebohrner Conradi. gedruckt bey Joh. Martin Lehmann, Friedrichstadt bey Dresden 1773; digital.staatsbibliothek-berlin.de
- Das Allerhöchst glücklich erlebte Geburths-Feste des Durchlauchtigsten Fürsten und Herrn, Herrn Friedrich Augusts, Herzogens zu Sachsen …, welches den 23. Decembr. 1768. … gefeyert wurde. Hofdruckerey, Dresden 1768. slub-dresden.de